# جول وييتس
جول وييتس (مواليد 8 فبراير 1886) هو سبّاح بلجيكي، مثّل بلاده في الألعاب الأولمبية الصيفية 1912.

## روابط خارجية
جول وييتس على موقع أوليمبيديا (الإنجليزية)